# Sara J. Schechner
Sara J. Schechner (née en 1957) est une historienne des sciences américaine, spécialiste de l'histoire des instruments en astronomie. Elle est conservatrice David P. Wheatland de la collection d'instruments scientifiques historiques et conférencière en histoire des sciences à l'université Harvard.

## Formation et carrière
Schecher a obtenu son baccalauréat ès arts en histoire et sciences, physique avec mention très bien au Radcliffe College de l'université Harvard en 1979. Elle a ensuite étudié l'histoire et la philosophie des sciences à l'Emmanuel College de l'université de Cambridge et l'achève avec une maîtrise en philosophie en 1981. Elle termine sa maîtrise en histoire des sciences à l'université Harvard en 1982. En 1988, elle termine son doctorat en histoire des sciences à l'université Harvard, sous la direction d'Owen Gingerich et I. Bernard Cohen. Ensuite, Schechner est conservateur en chef du planétarium Adler à Chicago. Elle a également organisé des expositions pour la Smithsonian Institution, la American Astronomical Society et la Société américaine de physique. En 2000, elle retourne à l'université Harvard en tant que conservatrice David P. Wheatland de la collection d'instruments scientifiques historiques. Elle est également chargée de cours en histoire des sciences à l'université Harvard.

## Sélection de publications
- (en) Sara Schechner, Comets, popular culture, and the birth of modern cosmology, Princeton, N.J., Princeton University Press, 1997, 365 p. (ISBN 0-691-01150-8, OCLC 36066082, lire en ligne)
- Sundials and Time Finding Instruments of the Adler Planetarium (Adler Planetarium, 2017)
- Tangible Things: Making History through Objects (Oxford University Press, 2015; avec Laurel Ulrich, Ivan Gaskell et Sarah Carter.

## Prix et distinctions
En 1979, elle fait partie de Phi Beta Kappa à Harvard et reçoit le Prix Sigma Xi. En 1982 elle est membre de l'Académie des sciences de New York. En 1991-1992 elle est lauréate du prix Herbert C. Pollock. En 2004 elle donne la conférence publique Helen Sawyer Hogg, organisée par la Société royale d'astronomie du Canada. En 2007, elle obtient la première place à l'occasion des International Design Awards (en) 2007, pour « Time, Life & Matter ». En 2008 elle est lauréate du Prix de l'éducation Joseph H. Hazen.
Elle participe à plusieurs reprises à la Convention d'astronomie de Stellafane, où elle remporte en 2009 la première place, dans la catégorie « Télescopes mécaniques / spéciaux », pour l'historique, « The Great 26-Inch Telescope at Foggy Bottom ». En 2018 elle obtient la seconde place, dans la catégorie « Telescopes-Mechanical/Other », pour « This is Stellafane! ».
En 2010, elle est lauréate de la Conférence Paul and Irene Hollister sur le verre. En 2014 elle reçoit le Prix Impact du doyen, de la Faculté des lettres et sciences de l'université Harvard. En 2014 elle remporte le Grand prix d'expositions pour corpus de connaissances, avec une histoire de l'anatomie (en trois parties), décerné par la Société britannique d'histoire des sciences (en).
En 2018 elle reçoit le prix Doggett, décerné par l'American Astronomical Society et en 2019 elle est lauréate du prix Paul-Bunge de la Société des chimistes allemand,.